# 카사르 (아일랜드 신화)
카사르(아일랜드어: Ceasair, 영어: Kesair)는 《에린 침략의 서》(LGE)에 등장하는 인물이다. LGE에 따르면 그녀는 대홍수 이전에 에린 땅에 살았던 거주자들의 지도자였다고 한다. 이것은 켈트 신화가 기독교화된 것일 수도 있고, 또는 순전히 사이비 역사일 수도 있다.
LGB에 따르면 카사르는 노아의 성경에 나오지 않는 아들 비흐(Bith)와 그 아내 비렌(Birren) 사이에 태어난 딸이라고 한다. 일부 판본에서는 노아가 그들에게 호수를 피해 세계의 서쪽 끝으로 가라고 했다고 하고, 또다른 판본에서는 그들이 노아의 방주에 타기를 거부했고 카사르가 우상을 만들어 도움을 청하자 그 우상이 에린 땅으로 가라고 했다고 한다. 아무튼 그들은 세 척의 배에 나눠 타고 긴 항해 끝에 에린 땅에 닿았다. 그러나 그들이 상륙하려고 하자 배 두 척이 침몰했다. 생존자는 카사르를 비롯한 여자 50명과 남자 세 명이었다. 그 남자 세 명은 핀탄 막 보크라와 비흐와 라드라(Ladra)라고 한다. 그들은 오늘날의 밴트리베이에 해당하는 둔 나 므바크(Dún na mBarc)라는 곳에 상륙했고, 40일 뒤 대홍수가 시작되니 이때가 에린 왕국 연대기에 의하면 세계가 만들어지고 2242년, 또는 제프리 키팅에 의하면 기원전 2361년이라고 한다.
여자들은 남자 셋에게 골고루 분배되었다. 각 남자들은 여자 한 명씩을 처로 삼고 나머지는 첩으로 삼았는데, 핀탄은 카사르를, 비흐는 바르린드(Bairrfhind)를, 라드라는 알바(Alba)를 처로 삼았다. 그러나 비흐와 라드라는 얼마 못 가 죽었고(라드라는 에린에 매장된 첫 번째 남자라고 한다) 핀탄은 모든 여자들을 취하게 되었으나 상황을 극복하지 못하고 도망쳤다. 대홍수가 닥쳤을 때 살아남은 사람은 핀탄 한 명 뿐이었다. 그는 연어로 변신하고 수리로 변신하고 매로 변신하면서 5,500년을 살았고, 대홍수가 끝난 뒤 인간으로 돌아갔다고 한다. 카사르는 코노트의 킬 케스라크(Cúil Ceasra(ch))라는 곳에서 죽었고, 그녀의 시체 위에 돌무덤을 쌓아 이정표로 삼았다고 한다. 이 이정표는 로스커먼 주의 보일(Boyle) 근교에 있다고도 하고, 또는 골웨이 주의 크노크 메가(Cnoc Meadha)라고도 한다(Lynch, 2006).
지금은 실전된 《드럼스나트의 서》에 따르면 에린에 처음 도착한 것은 반바와 그녀의 두 자매였다고 하며, 세 명의 남자와 50명의 여자가 토착했다고 한다. 반바, 포들라, 에리우는 대지의 여신으로 삼신일체였으며, 그녀들의 남편은 각각 막 쿠일, 막 케크트, 막 그레네였다. 때문에 세 여신과 세 남신이 기독교화되면서 카사르, 바이르핀드, 알바와 핀탄, 비흐, 라드라로 대체된 것으로 보인다. 또한 핀탄과 막 쿠일은 지식의 연어라는 모티브를 통해 연결되는 바 있다. 지식의 연어란 콘늘라의 우물에 떨어진 개암 아홉 알을 주워먹고 세상의 모든 지식을 알게 된 연어이다.
맬러리는 또 다른 판본의 이야기를 전한다. 150명의 여자와 3명의 남자가 있었는데, 첫 번째 남자는 죽어서 웩스포드에 묻혔다. 두 번째 남자는 100명의 여자를 취하게 되었지만 곧 지쳐서 죽었다. 나머지 한 남자는 바다에 뛰어들어 연어로 변신했고 150명의 여자는 남자를 쫓아갔다고 한다.

## 참고 자료
- John O'Donovan (ed) (1848–1851), Annals of the Kingdom of Ireland by the Four Masters Vol 1
- D. Comyn & P. S. Dineen (eds) (1902–1914), The History of Ireland by Geoffrey Keating
- James MacKillop (1998), Dictionary of Celtic Mythology
- Ronan Lynch (2006), The Kirwans of Castlehacket, Co. Galway:History, folklore and mythology in an Irish horseracing family, Four Courts Press, ISBN 1-84682-028-6.